# Бен Ейнслі
Бен Ейнслі  (англ. Ben Ainslie, 5 лютого 1977) — британський яхтсмен, олімпійський чемпіон.

## Виступи на Олімпіадах
| Олімпіада    | Дисципліна | Місце |
| ------------ | ---------- | ----- |
| Атланта 1996 | Фін        | 2     |
| Сідней 2000  | Фін        | 1     |
| Афіни 2004   | Лазер      | 1     |
| Пекін 2008   | Фін        | 1     |
| Лондон 2012  | Фін        | 1     |